# Eleonore Schwarz
Eleonore Schwarz (née en 1936 à Vienne) est une chanteuse autrichienne.

## Carrière
Elle obtient ses plus grands succès dans les années 1960 et 1970 en tant qu'interprète d'opérettes à l'Opéra populaire.
Elle est sélectionnée pour représenter l'Autriche au Concours Eurovision de la chanson 1962. Nur in der Wiener Luft est une chanson inspirée de l'opérette, écrite, composée et dirigée par Bruno Uher. Elle raconte la beauté de la capitale et de ses monuments comme le Wiener Staatsoper, le Rathausmann (de), la cathédrale, mais aussi la valse et Johann Strauss. La chanson n'obtient aucun point et finit à la dernière place. Elle sort ensuite en single et n'a pas plus de succès.